# Костянтинівка (село, Новоукраїнський район)
Костянти́нівка (колишня назва — Марга́ричеве) — село в Україні, у Новомиргородській міській громаді Новоукраїнського району Кіровоградської області. Населення становить 807 осіб. Колишній центр Костянтинівської сільської ради.

## Географія

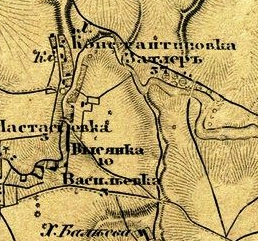
Костянтинівка на військово-топографічній карті 1869 року

Село розташоване в долині річки Велика Вись і частково на узгір'ї. Межею між селом та районним центром слугує залізничне полотно.

## Історія
Стара назва села походить від імені його засновника сербського поміщика Маргарича.
У XIX столітті тут розташовувались хутори Висянка та Василівка, які згодом увійшли до складу Костянтинівки.

## Населення
Згідно з переписом УРСР 1989 року чисельність наявного населення села становила 921 особа, з яких 400 чоловіків та 521 жінка.
За переписом населення України 2001 року в селі мешкали 892 особи.
Станом на 1 січня 2015 року, у Костянтинівці мешкало 807 осіб.

### Мова
Розподіл населення за рідною мовою за даними перепису 2001 року:
| Мова       | Відсоток |
| ---------- | -------- |
| українська | 98,54 %  |
| російська  | 1,35 %   |
| білоруська | 0,11 %   |

## Інфраструктура
В селі функціонують клуб, бібліотека та фельдшерсько-акушерський пункт.

### Вулиці
У Костянтинівці налічується 9 вулиць. В рамках декомунізації в 2016 році деякі з них було перейменовано:
| Назва              | Колишня назва      |
| Берегова вул.      |                    |
| Вокзальна вул.     |                    |
| Механізаторна вул. |                    |
| Миру вул.          | Комсомольська вул. |
| Молодіжна вул.     |                    |
| Садова вул.        |                    |
| Степова вул.       |                    |
| Шевченка вул.      | Леніна вул.        |
| нова назва         | Колгоспна вул.     |

## Постаті
- Бабич Володимир Леонідович (1970—2014) — солдат Збройних сил України, учасник російсько-української війни.

## Пам'ятники
| Назва                              | Розташування                           | Дата встановлення | Фото | Короткі відомості                                |
| Радянських воїнів, братська могила | на кладовищі, по вул. Леніна[джерело?] |                   |      | Кількість похованих у братській могилі невідома. |